# Олга Зиројевић
Олга Зиројевић (Панчевo, 1934) српска је историчарка која је стручњак за оријенталистику и историју Османског царства.

## Биографија
Дипломирала је на групи за историју Филозофског факултета у Београду 1957. године.
Завршила је постдипломске студије на катедри за оријенталистику и катедри за историју Филозофског факултета у Сарајеву у периоду 1958—1960.
Проучава турски период националне историје од XV до XVIII века. Докторирала је на теми Цариградски друм од Београда до Софије (1967). Учествовала је на бројним научним скуповима у земљи и иностранству. Боравила је на студијским истраживањима у Бугарској, Турској, Немачкој, Аустрији, Француској и Мађарској.

## Важнији радови
- Зиројевић, Олга (1965). „Један век турске владавине у Сланкамену (1521-1621)”. Историјски часопис. 14-15 (1963-1965): 29—54.
- Зиројевић, Олга; Ерен, Исмаил (1968). „Попис области Крушевце, Топлице и Дубочице у време прве владавине Мехмеда II (1444-1446)”. Врањски гласник. 4: 377—416.
- Зиројевић, Олга (1968). „Сумарни преглед Врањског кадилука 1530/31. године”. Врањски гласник. 4: 417—419.
- Зиројевић, Олга (1968). „Крушевачки санџак у светлости турског пописа 1530/31 године”. Лесковачки зборник. 8: 221—228.
- Zirojević, Olga (1968). „Vučitrnski i Prizrenski sandžak u svetlosti turskog popisa 1530/31. godine”. Gjurmime albanologjike: Albanološka istraživanja. 7 (2): 103—120.
- Зиројевић, Олга (1969). „Лесковац у XV и XVI веку”. Лесковачки зборник. 9: 165—170.
- Зиројевић, Олга (1970). Цариградски друм од Београда до Софије 1459-1683. Београд: Историјски музеј Србије.
- Зиројевић, Олга (1970). „Смедерево од пада под турску власт до краја XVI века”. Ослобођење градова у Србији од Турака 1862-1867. Београд: САНУ. стр. 193—200.
- Зиројевић, Олга (1970). „Управна подела данашње Војводине и Славоније у време Турака”. Зборник за историју. Матица српска. 1: 11—26.
- Zirojević, Olga (1970). „Putopisi u ogledalu deftera”. Prilozi za orijentalnu filologiju. 16-17 (1966-1967): 125—134.
- Зиројевић, Олга (1972). „Вучитрнски и Призренски санџак у време владавине Сулејмана Величанственог”. Историјски часопис. 19: 263—275.
- Зиројевић, Олга (1974). Турско војно уређење у Србији (1459-1683). Београд: Историјски институт.
- Зиројевић, Олга (1976). Цариградски друм од Београда до Будима у XVI и XVII веку. Нови Сад: Институт за изучавање историје Војводине.
- Зиројевић, Олга (1976). „Турска утврђена места на подручју данашње Војводине, Славоније и Барање”. Зборник за историју. Матица српска. 14: 99—143.
- Зиројевић, Олга (1984). Цркве и манастири на подручју Пећке патријаршије до 1683. године. Београд: Историјски институт, Народна књига.
- Зиројевић, Олга (1988). „Мрежа турских путева (копнених и водених) на подручју данашње Војводине и Славоније”. Историјски часопис. 34 (1987): 119—129.
- Ђурђев, Бранислав; Зиројевић, Олга (1988). „Опширни дефтер Сегединског санџака”. Мешовита грађа (Miscellanea). 17-18: 7—79.
- Зиројевић, Олга (1989). „Град и нахија до 1683. године”. Историја Титовог Ужица. 1. Београд-Титово Ужице: Историјски институт; Народни музеј. стр. 189—211.
- Зиројевић, Олга (1990). „Цркве и манастири у Призренском санџаку”. Косовско-метохијски зборник. 1: 133—141.
- Зиројевић, Олга (1992). Поседи фрушкогорских манастира. Нови Сад: Покрајински завод за заштиту споменика културе.
- Зиројевић, Олга (1994). „Насеља нахије Трговиште 1571. године”. Новопазарски зборник. 18: 31—54.
- Зиројевић, Олга (1995). „Бечеј под Турцима”. Зборник Матице српске за историју. 52: 41—53.
- Zirojević, Olga (1995). Srbija pod turskom vlašću (1450-1804) (1. изд.). Novi Pazar: Damad.
  - Zirojević, Olga (2007) [1995]. Srbija pod turskom vlašću 1459-1804 (2. изд.). Beograd: Srpski genealoški centar.
  - Zirojević, Olga (2009) [1995]. Srbija pod turskom vlašću 1459-1804 (3. изд.). Beograd: Srpski genealoški centar.
- Zirojević, Olga (1996). „Kosovo u kolektivnom pamćenju”. Srpska strana rata: Trauma i katarza u istorijskom pamćenju. Beograd: Republika. стр. 201—231.
- Зиројевић, Олга (1997). „Питање исламизације Јевреја”. Историјски часопис. 42-43 (1995-1996): 49—61.
- Зиројевић, Олга (1997). „Крај турске владавине у Панчеву”. Зборник Матице српске за историју. 55: 121—125.
- Zirojević, Olga (1997). „Hrišćansko zadužbinarstvo u periodu osmanske uprave”. Prilozi za orijentalnu filologiju. 46 (1996): 131—139.
- Зиројевић, Олга (1998). „Попис џизје београдске области из 1640/41. године”. Историјски часопис. 44 (1997): 227—260.
- Зиројевић, Олга (1998). „Свети Сава и наши муслимани”. Свети Сава у српској историји и традицији. Београд: САНУ. стр. 433—438.
- Zirojević, Olga (1999). Posedi manastira u Skadarskom sandžaku. Novi Pazar: Damad.
- Zirojević, Olga (2001). Konvertiti - kako su se zvali: Islamizacija na južnoslovenskom prostoru. Podgorica: Almanah.
- Zirojević, Olga (2003). „Islamizacija na južnoslovenskom prostoru: Patronimik - rodovsko ime – prezime” (PDF). Istorijska nauka o Bosni i Hercegovini u razdoblju 1990-2000. Sarajevo: ANUBiH. стр. 107—118. Архивирано из оригинала (PDF) 09. 06. 2019. г. Приступљено 08. 01. 2022.
- Zirojević, Olga (2003). Islamizacija na južnoslovenskom prostoru: Dvoverje. Beograd: Srpski genealoški centar.
- Zirojević, Olga (2008). Turci u Podunavlju. 1. Pančevo: Istorijski arhiv.
- Зиројевић, Олга (2009). Улцињ у прошлости. Подгорица: Црногорска академија наука и умјетности.
- Zirojević, Olga (2010). Turci u Podunavlju. 2. Pančevo: Istorijski arhiv.
- Зиројевић, Олга (2011). „Риболов на Дунаву”. Споменица Историјског архива Срем. 10: 13—31.
- Zirojević, Olga (2012). Islamizacija na južnoslovenskom prostoru: Konvertiti - kako su se zvali. Beograd: Srpski genealoški centar.
- Zirojević, Olga (2015). Panonska urbana kultura (PDF). Beograd: Helsinški odbor za ljudska prava u Srbiji.
- Zirojević, Olga (2018). Iz osmanske baštine. Beograd: Balkanski centar za Bliski istok.
- Zirojević, Olga (2018). Brate moj, hane: Kosovo u svetlu turskih izvora. Beograd: Prosveta.